# Борщик у глиняному горщику
Борщик у глиняному горщику — гастрономічний фестиваль-квест, що проводиться у другу суботу серпня починаючи з 2014 року в селищі Опішня Зіньківського району Полтавської області на території садиби «Лялина світлиця». Головний організатор — Щербань Олена Василівна, етнолог, керамолог, історик, доктор історичних наук, дослідниця традицій використання глиняного посуду в культурі харчування українців.

## Мета
Основною метою Фесту-Квесту є:
- вивчення традицій, правил приготування, рецептури, регіональних особливостей борщотворення;
- популяризація і реанімація культурних традицій Полтавського регіону;
- популяризація активного туризму і сприяння його розвитку в Полтавщині;
- пропаганда здорового способу життя, вживання органічної продукції;
- привернення уваги туристів до суб'єктів зеленого туризму Полтавської області.

## Особливості
Основною особливістю фестивалю є готування в печі різних видів борщу у глиняному посуді — горщиках.
Учасниці, переважно жінки літнього виду готують в печі різновиди борщу у глиняних горщиках одночасно:
- борщ скоромний (з м'ясцем, звичний для родини даної учасниці);
- борщ пісний (такий, що готують для родини часто);
- борщ особливий (за маминою, свекрушиною, бабусиною, тобто апробованою часом, технологією приготування).

Крім того варять й «екзотичні» борщі. А саме борщ із щукою та карасями, грушами та навіть із суницями.

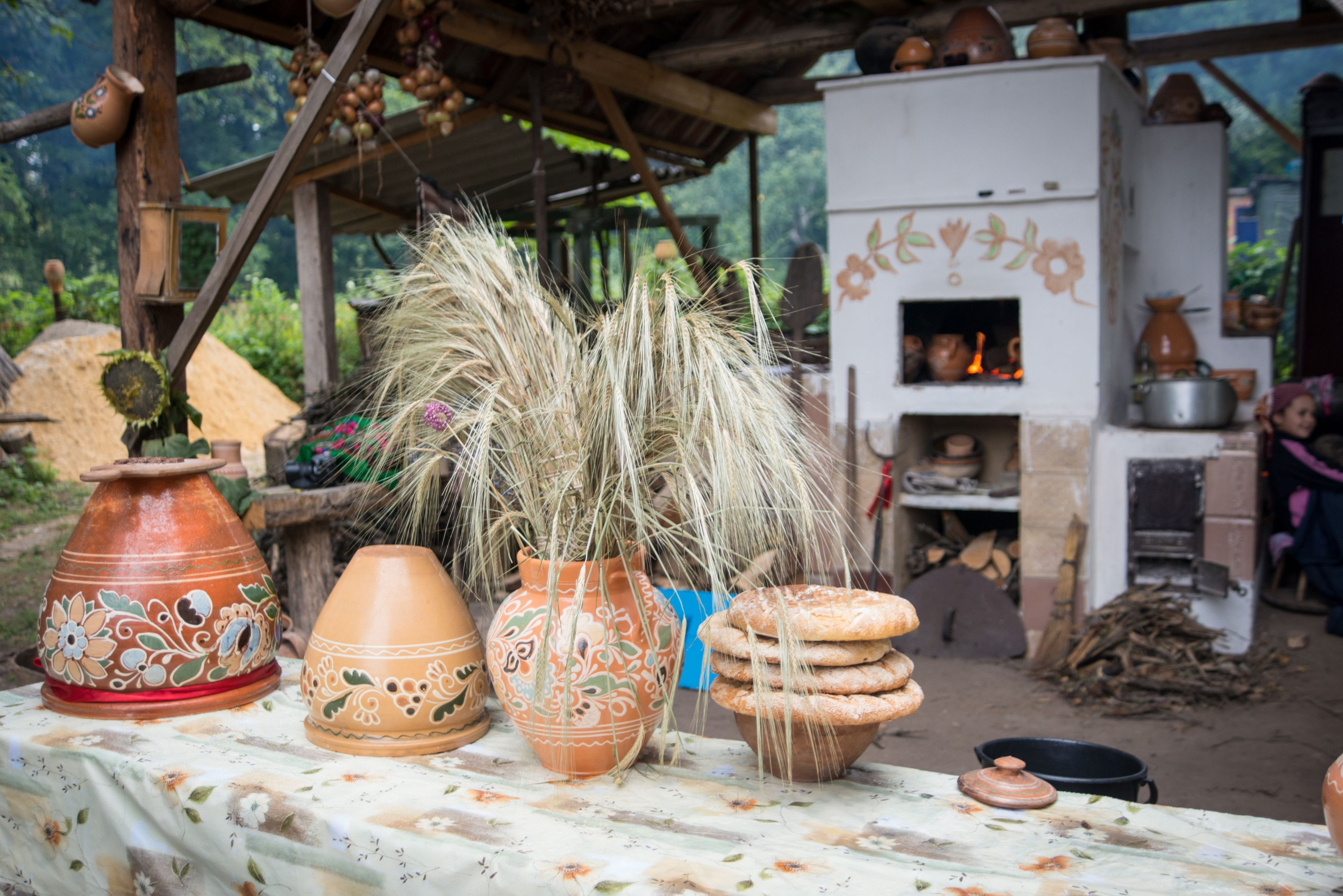
Піч, у якій готують конкурсні борщі
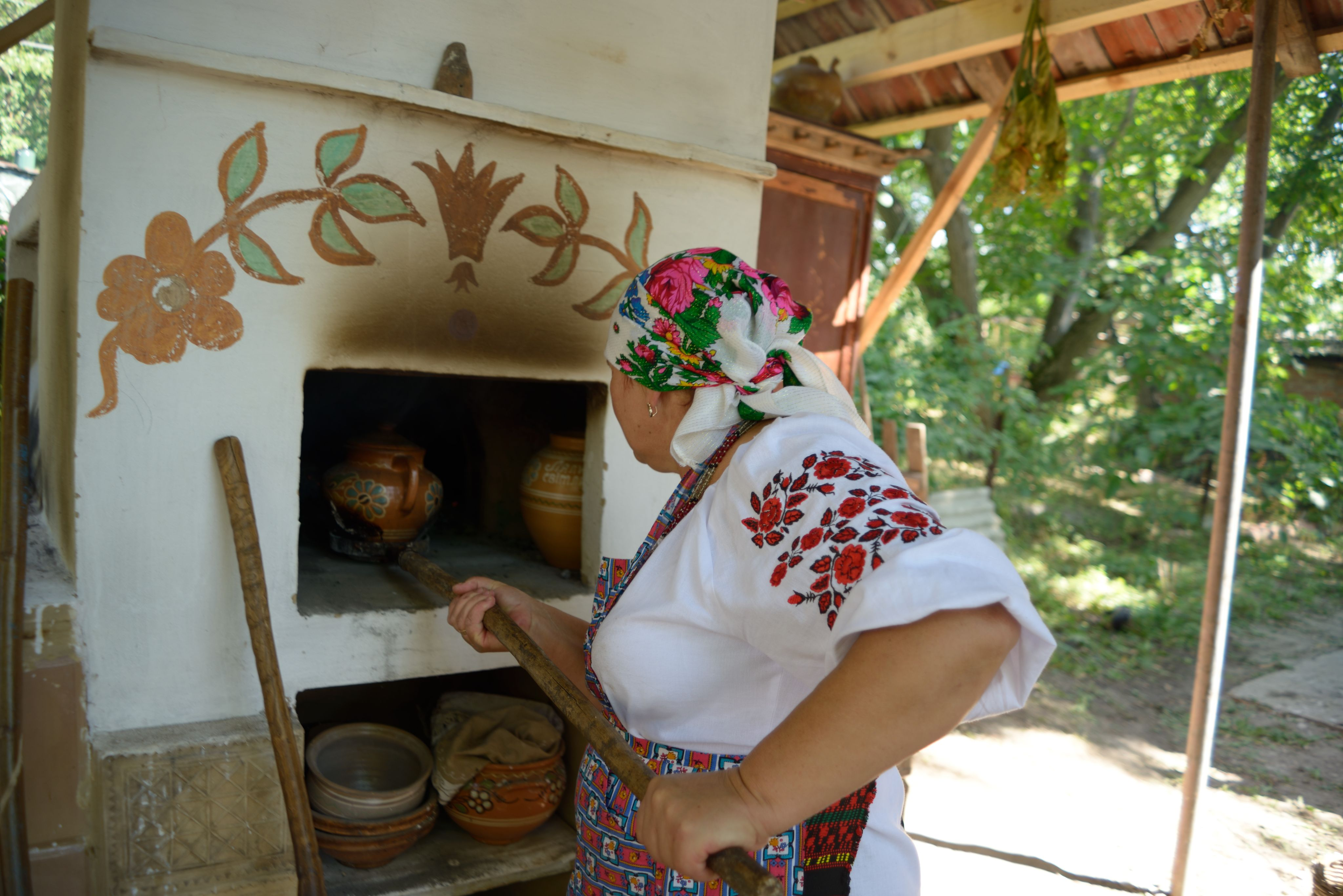
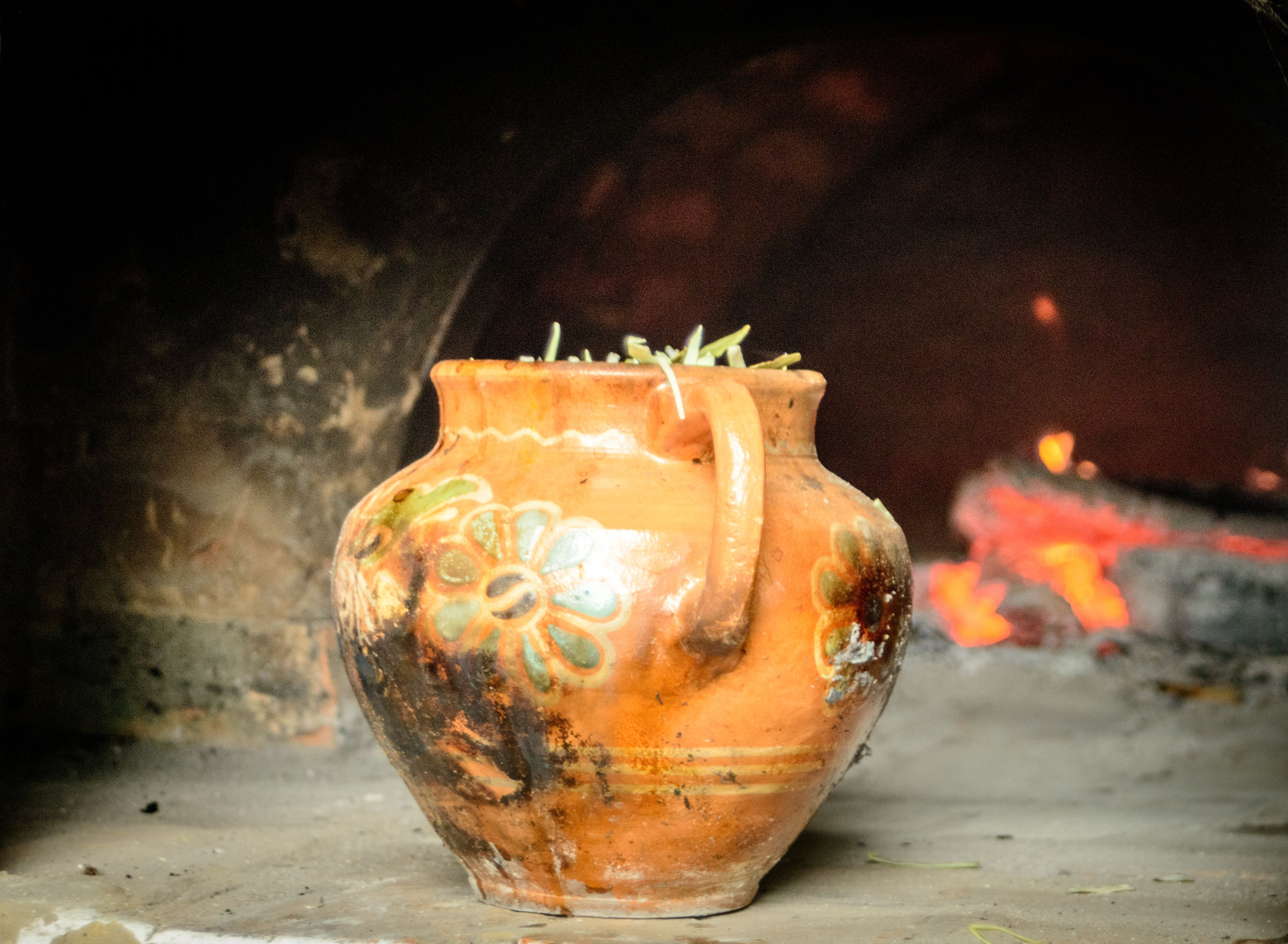
Піч, у якій готують конкурсні борщі
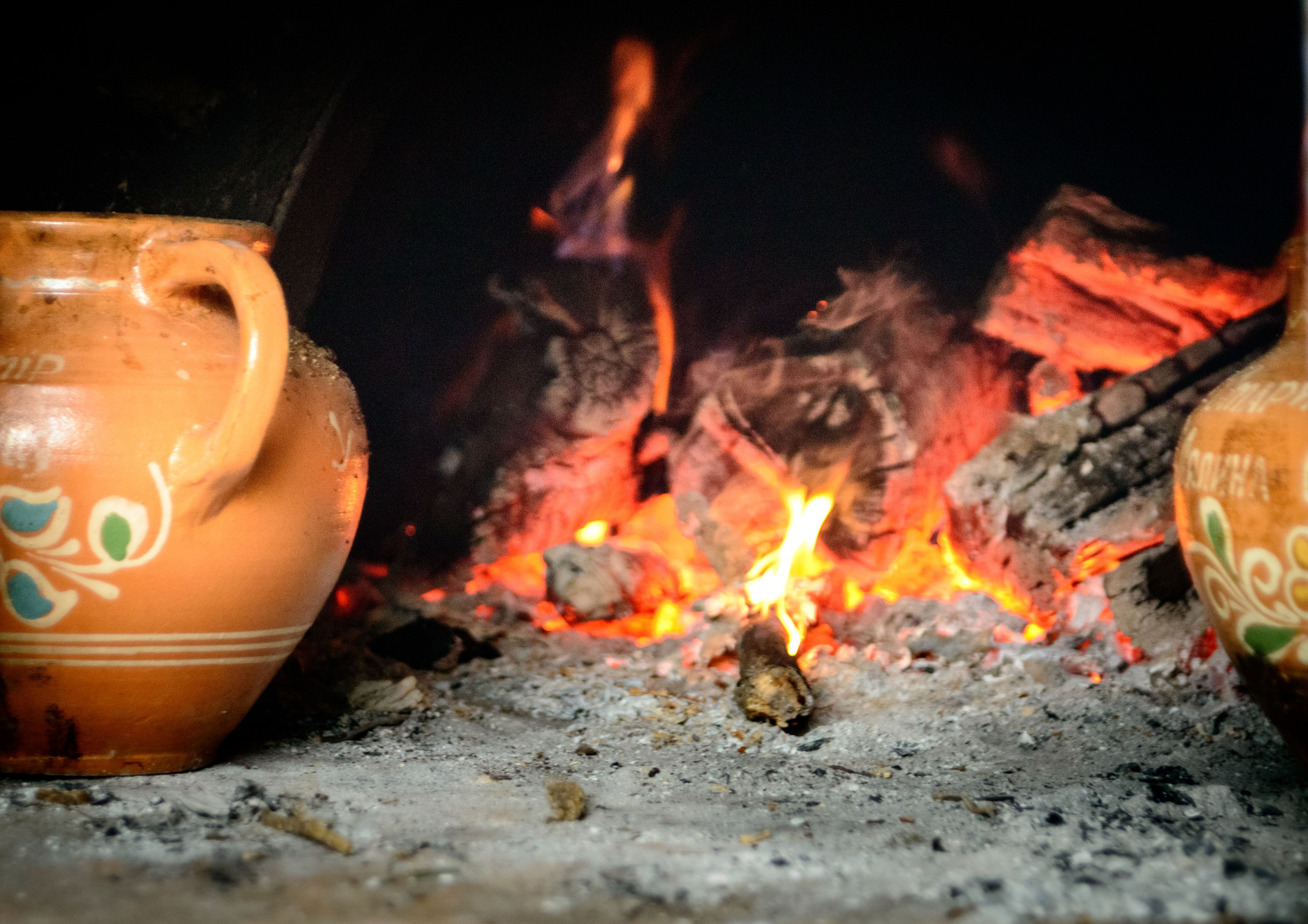
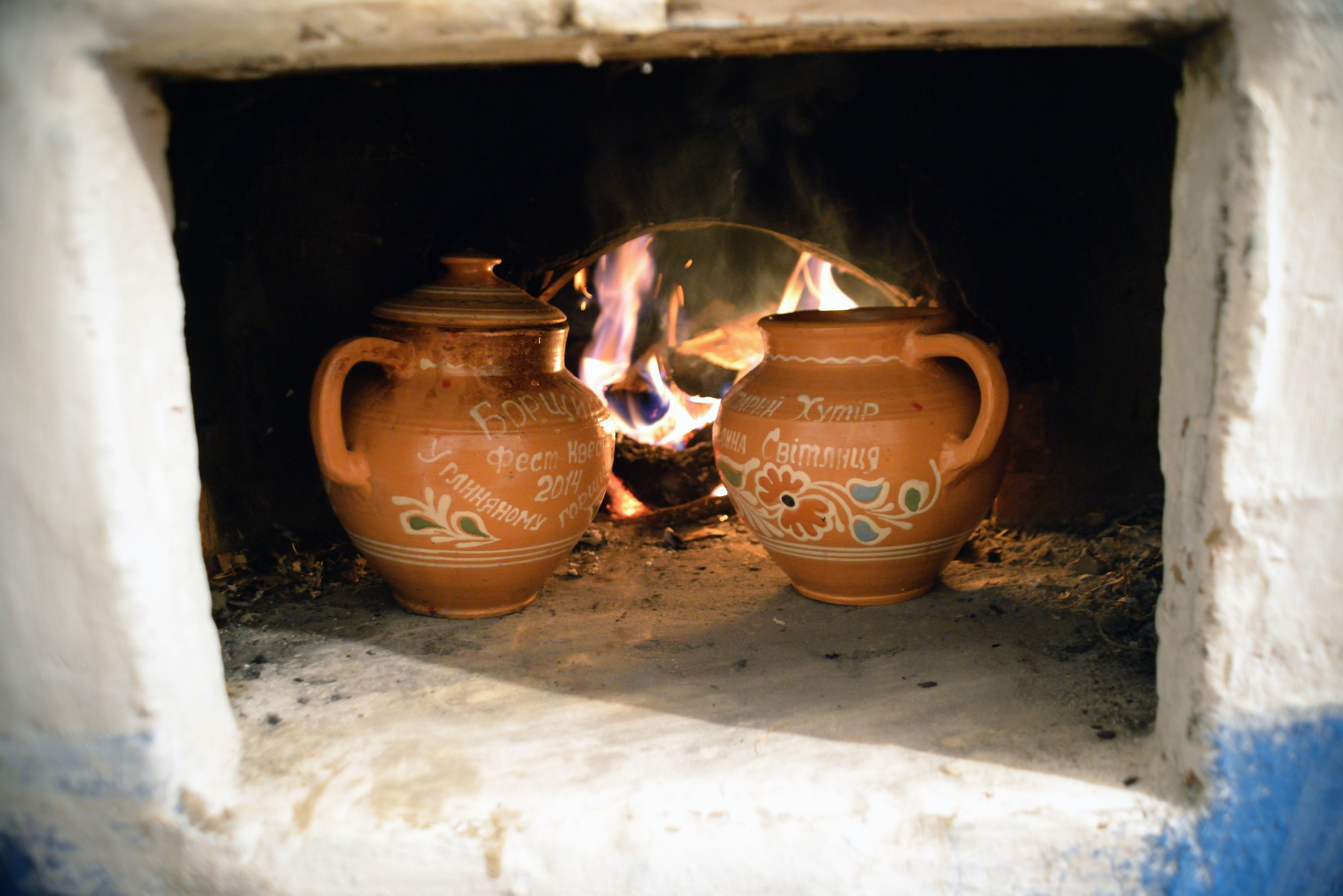
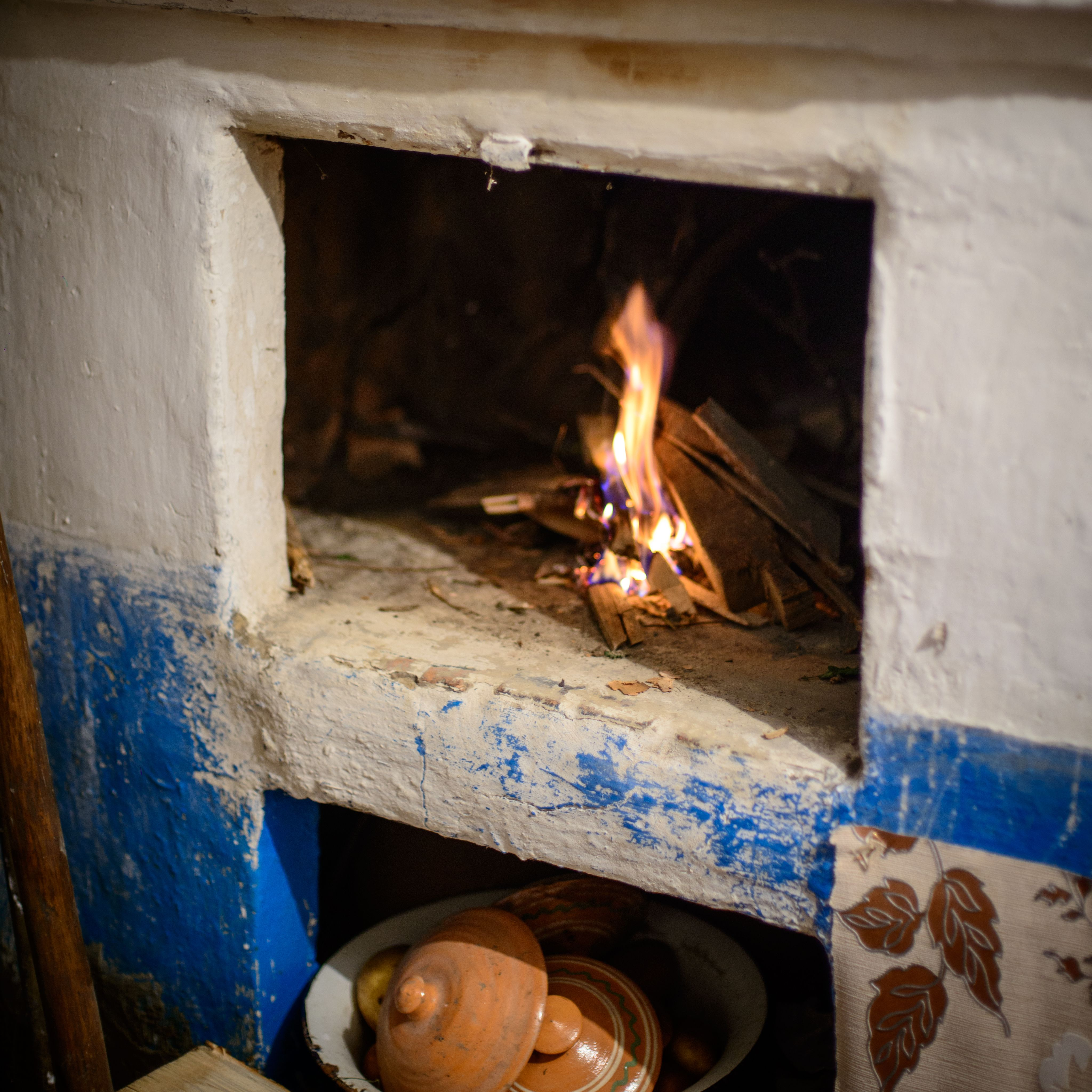
Розпалювання печі
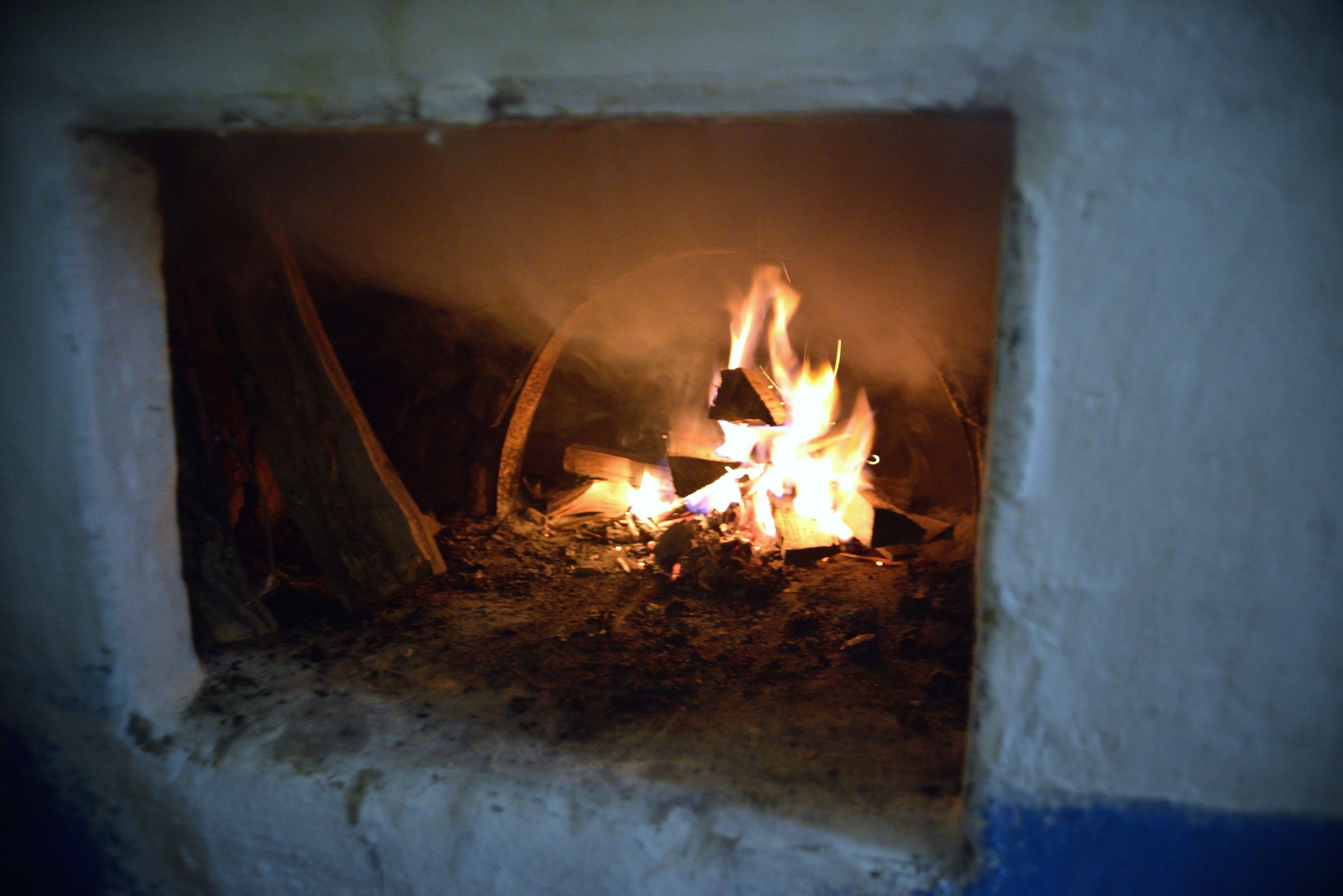
Розпалювання печі

## I фестиваль (2014)
Брали участь

### Учасниця №1
Горопашна (до шлюбу — Петренко) Ганна Кирилівна, 1943 р.н. у селі Борисівка, Диканського району, (нині проживає в селі Удовиченки, Зіньківського району, Полтавщина) готувала:
1. Борщ з куркою, без часнику (в рецептуру входить «борщовий» набір продуктів: курка, буряк, картопля, капуста, цибуля, помідори, сало, зелень, сіль, перець гіркий).
2. Борщ пісний з квасолькою (в рецептуру входить «борщовий» набір продуктів: буряк, квасоля, картопля, капуста, цибуля, помідори, олія, зелень, сіль, перець гіркий).
3. Борщик баби Явдошки, або «біз м'яса» (в рецептуру входить «борщовий» набір продуктів: буряк, картопля, капуста, цибуля, помідори, сало, зелень, сіль, перець гіркий).

### Учасниця №2
Куденець Марина Олександрівна, готувала за рецепатми Удовиченко (до шлюбу — Шебеда) Ганни Кирилівни, 1938 р.н., у селі Удовиченки, Зіньківського району (нині проживає в селі Удовиченки, Зіньківського району, Полтавщина) готувала:
1. Борщ із свининою по-нашому (в рецептуру входить «борщовий» набір продуктів: буряк, картопля, морква, капуста, цибуля, помідори, сало, зелень, сіль, перець гіркий, часник).
2. Борщ з рибою і квасолею (в рецептуру входить «борщовий» набір продуктів: риба, буряк, квасоля, картопля, капуста, цибуля, помідори, олія, зелень, сіль, перець гіркий і духмяний).
3. Борщ із щавлем, кропивою та яйцями (в рецептуру входить «борщовий» набір продуктів: зелень щавлю, кропиви, картопля, морква, капуста, цибуля, помідори, яйця, сало, зелень, сіль).

### Учасниця №3
Піщаленко (до шлюбу — Рокита) Катерина Іванівна, 1957 р.н. у селі Глинське Зіньківського району (нині проживає у селі Глинське, Зіньківського району, Полтавщина) готувала:
1. Борщ із ребром Глинський (в рецептуру входить «борщовий» набір продуктів: ребро свинини, буряк, картопля, морква, капуста, цибуля, помідори, перець солодкий, сало, зелень, сіль, перець гіркий, часник).
2. Борщ із щукою (в рецептуру входить «борщовий» набір продуктів: щука, буряк, квасоля, картопля, капуста, цибуля, помідори, олія, зелень, сіль, перець гіркий).
3. Борщ зелений із куркою (в рецептуру входить «борщовий» набір продуктів: курка, зелень, картопля, морква, капуста, цибуля, помідори, сметана, яйця, сало, зелень, сіль, перець гіркий).

### Учасниця №4
Правденко (до шлюбу — Мокляк) Любов Тимофіївна, 1937 р.н. у селі Малі Будища Зіньківського району (нині проживає в селі Попівка, Зіньківського району, Полтавщина) готувала:
1. Борщ із ребром Попівський (в рецептуру входить «борщовий» набір продуктів: свинина, ребро, буряк, картопля, морква, капуста, цибуля, помідори, сало, зелень, сіль, перець гіркий, часник).
2. Борщ червоний з грушками (в рецептуру входить «борщовий» набір продуктів: груші, квасоля, буряк, картопля, капуста, цибуля, помідори, олія, зелень, сіль, цукор, перець гіркий).
3. Борщ із полуницею (в рецептуру входить «борщовий» набір продуктів: полуниця, буряк, картопля, морква, капуста, цибуля, помідори, яйця, сало, зелень, сіль, перець).

## III фестиваль (2016)
Три учасниці готували 6 різновидів борщу в глиняному горщику за стародавньою рецептурою і технологією у печі.
В рамкам програми фестивалю відбулися :
- реконструкція опішнянського весілля: етнодійство з відповідними костюмами, антуражем, танцями, піснями, музиками, з обрядом випікання весільного короваю;
- презентація хлібної закваски від Любові Григорівни Мовчан (Котельва, Полтавщина), члена клубу органічного землеробства, майстрині із виготовлення бездріжджового хліба;
- майстер-клас із організації особливого святково-обрядового дійства «Спасова борода» від Віри Андріївни Анусової (Царичанка, Дніпропетровська область), призера конкурсу «Волонтер року 2013» у номінації «Мистецтво та культура»;
- виступи експертів та практиків у сфері натуральної їжі;
- майстер-класи з гончарстваю

Під час фестивалю можна було скуштувати традиційні для Полтавщини страви і напої: борщик з карасиками, борщик з галушечками, борщик із грушками, вареники з капусткою, вареники з картопелькою, галушечки полтавські, каша качана — обрядова весільна, крученики з горіхами, вергуни, гречаники, шулики з маком та медом, сирівець, узвар
На фестиваль була організована вікіекспедиція [Архівовано 31 серпня 2021 у Wayback Machine.].
- Реконструкція опішнянського весілля
- Показано процес готування качаної каші

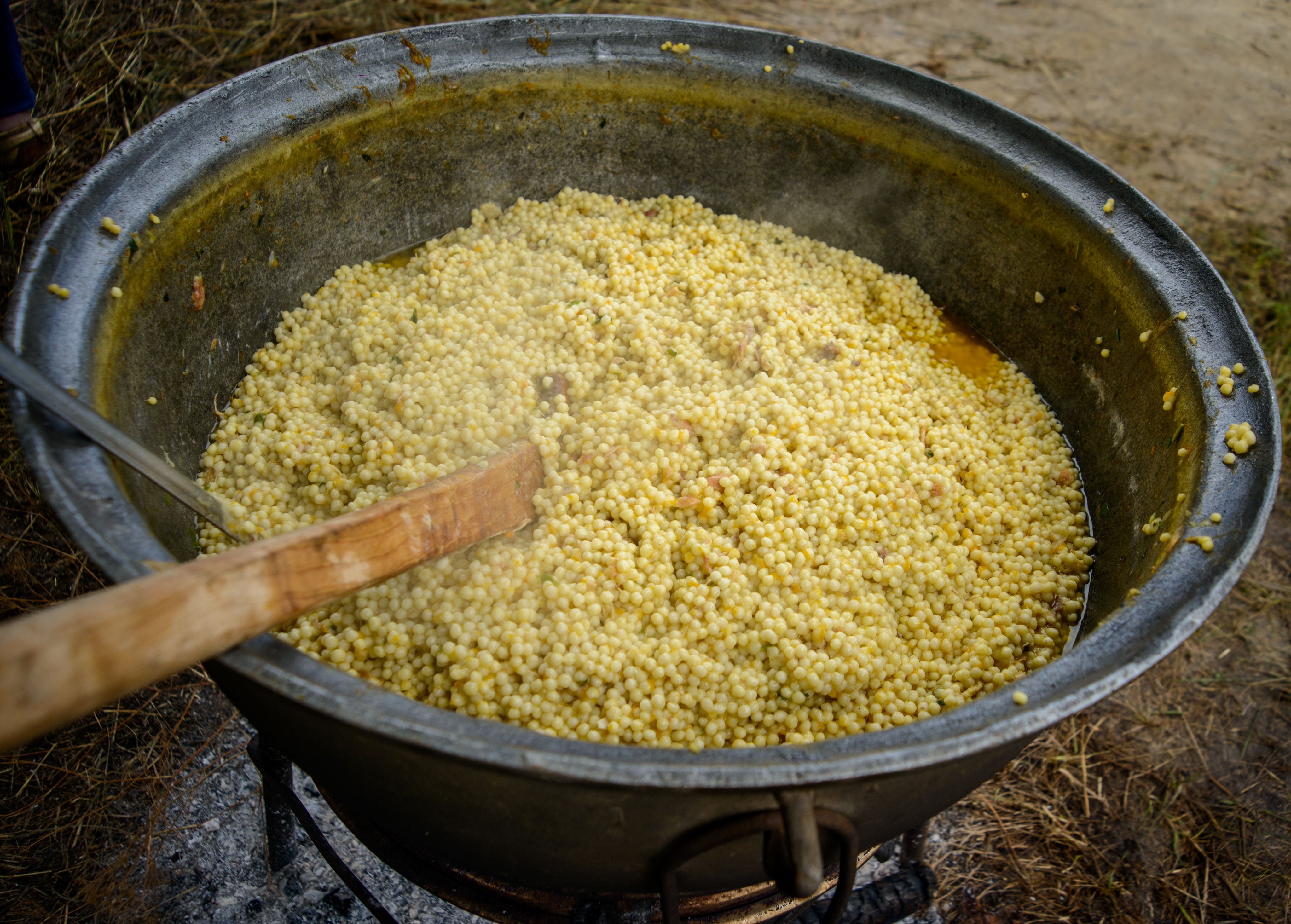
Качана каша
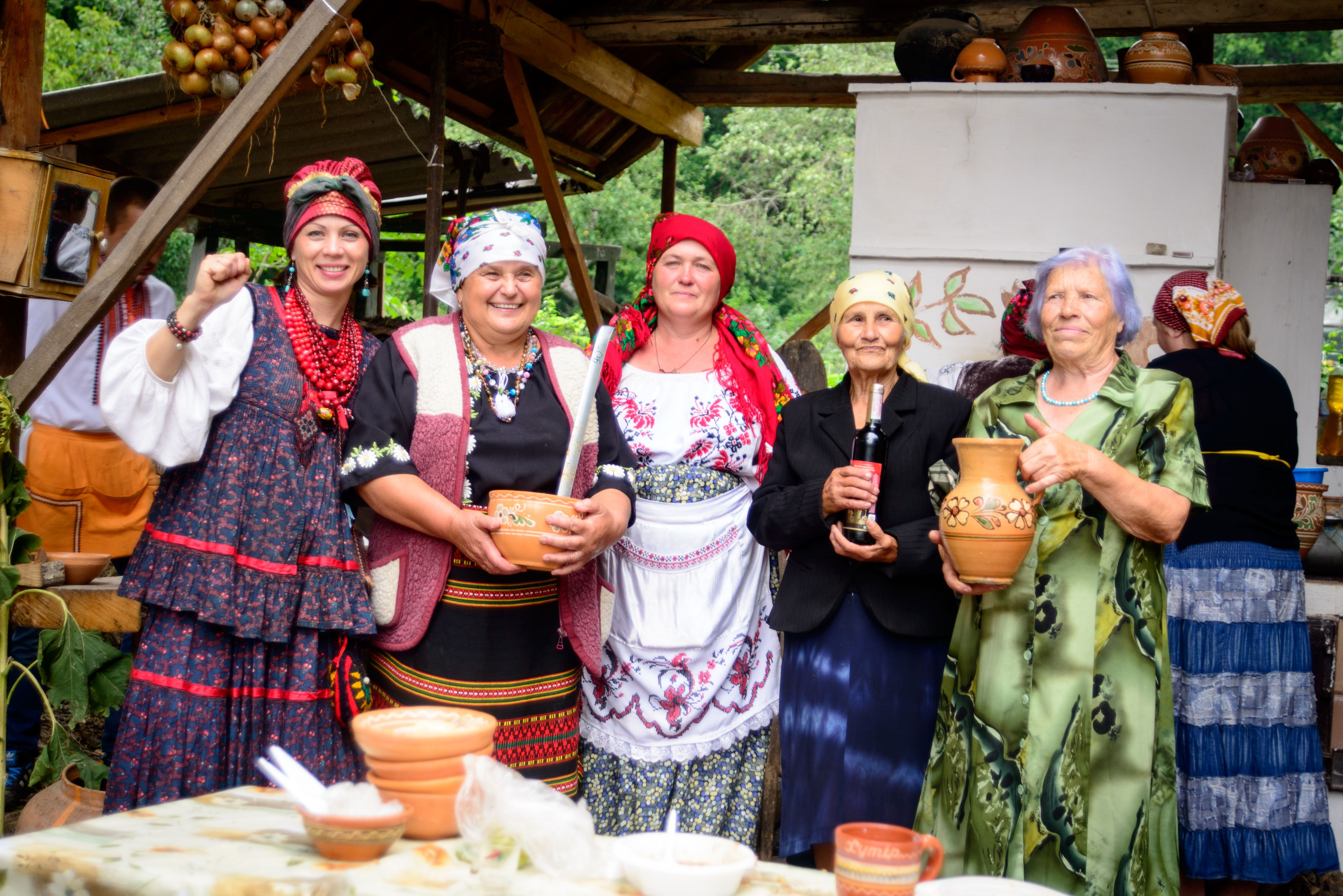
Учасниці фестивалю